# Колония Виктория
Колония Виктория (англ. Colony of Victoria) — самоуправляющаяся колония Великобритании, существовавшая в период с 1851 по 1901 год, в будущем — штат Виктория в составе Австралийского Содружества.

## История
Первое ходатайство об отделении округа Порт-Филлип (или «Австралия Феликс») от Нового Южного Уэльса было составлено в 1840 году Генри Фиш Гисборном и передано им губернатору Гиппсу. Гиппс, ранее выступавший за отделение, отклонил петицию.
Проходила агитация поселенцев из Порт-Филлипа, которая привела к созданию 1 июля 1851 года округа Порт-Филлип в качестве отдельной колонии. Британский акт парламента, отделил округ Порт-Филлип от Нового Южного Уэльса, и нарёк новую колонию Виктория (в честь королевы Великобритании), предоставив ей Конституцию, которая была подписана королевой Викторией 5 августа 1850 года. Законодательный совет Нового Южного Уэльса 1 июля 1851 года принял законодательный акт. Это был формальный момент основания колонии Виктория и отделение от Нового Южного Уэльса, в соответствии с разделом 1 Закона 1851 года. Ла Троб стал первым лейтенант-губернатором новой колонии.
В 1851 году белое население новой колонии все ещё составляло всего 77 000 человек, и только 23 000 из них жили в Мельбурне, который стал центром экспортной торговли шерстью в Австралии.